# Treball manual

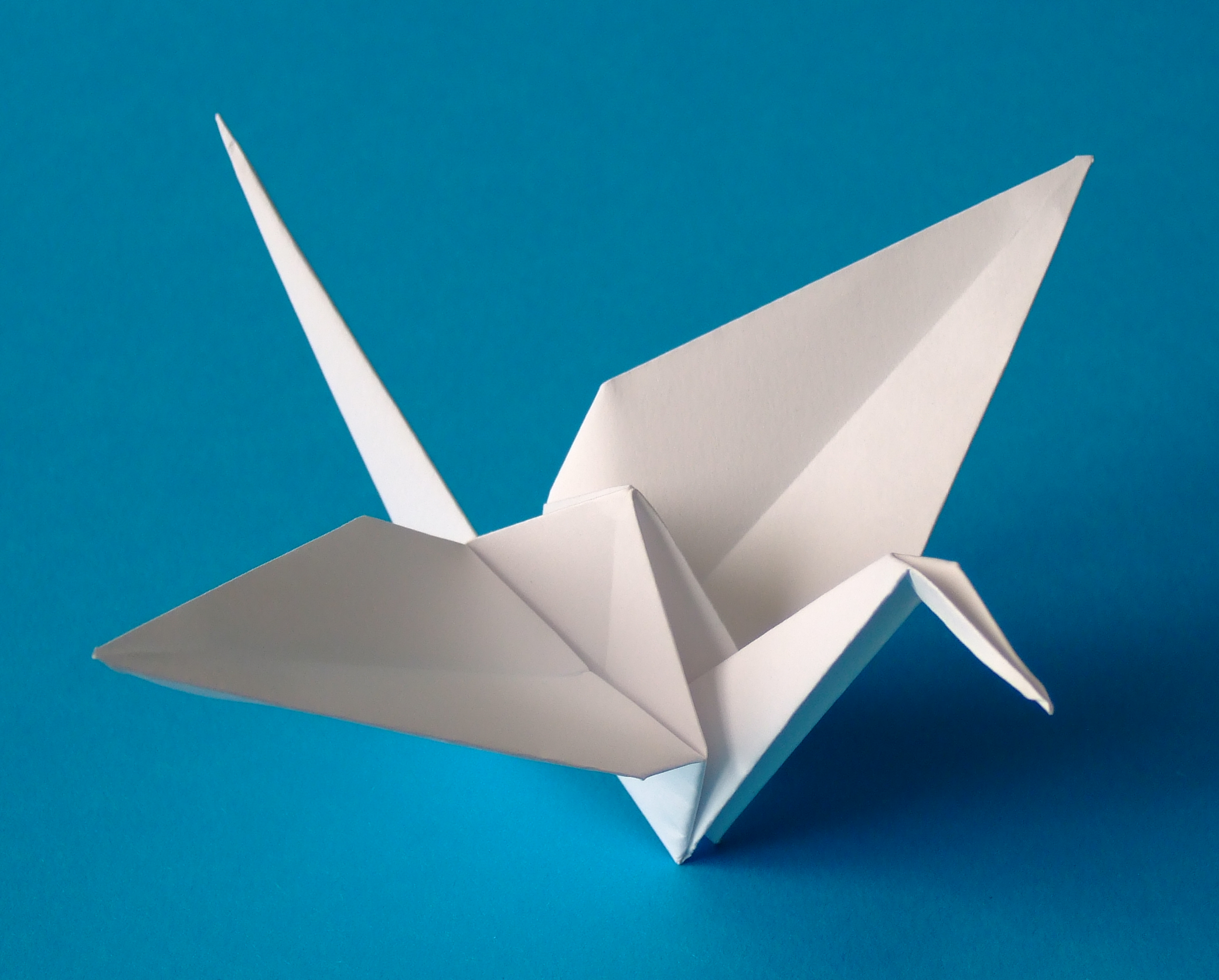
Grua d'origami

El treball manual, com a activitat creativa i de lleure, consisteix a elaborar objectes artístics diversos a mà, amb ajuda o sense d'eines. Els objectes o treballs manuals que se n'obtenen depenen de la idea i el mètode del creador, així com de l'esforç i de la seva destresa. Generalment en aquestes tasques es busca una realització personal, una expressió de les capacitats creatives, sovint una forma de desconnectar de la feina quotidiana, i també poden ser un entreteniment per combatre el tedi o l'avorriment. Amb els infants, com ara a les escoles, és una activitat comuna que els pot ajudar a desenvolupar habilitats manuals i estètiques.
El treball manual té virtuts en altres aspectes com ara en la teràpia. Moltes vegades fer treballs manuals fa que les persones es relaxin i se sentin millor. Com a exemple hi ha l'elaboració de treballs de paper a mà, que té aspectes terapèutics, ja que, quan es treballa amb el paper, hom pot anar fent tasques manuals i sentir-se més relaxat. Es pot aprendre història investigant els mètodes de producció de treballs manuals. Al llarg del temps hi ha hagut molts mètodes per crear diversos treballs manuals. Es poden aprendre tots aquests mètodes perquè serveixin de base quan es vol crear. Abans de crear cal saber que han fet altres prèviament per evitar cometre els mateixos errors del passat.

## Tipus

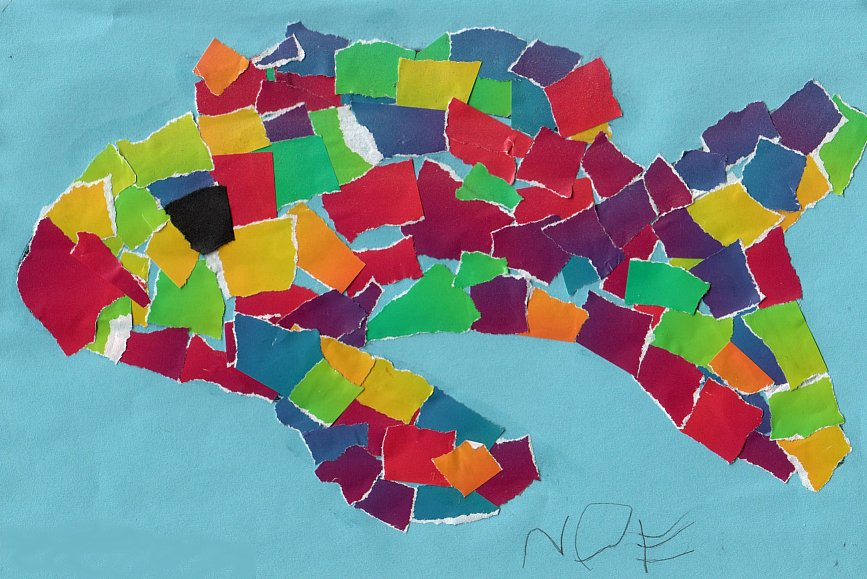
Art per a nens a partir de trossos de paper.

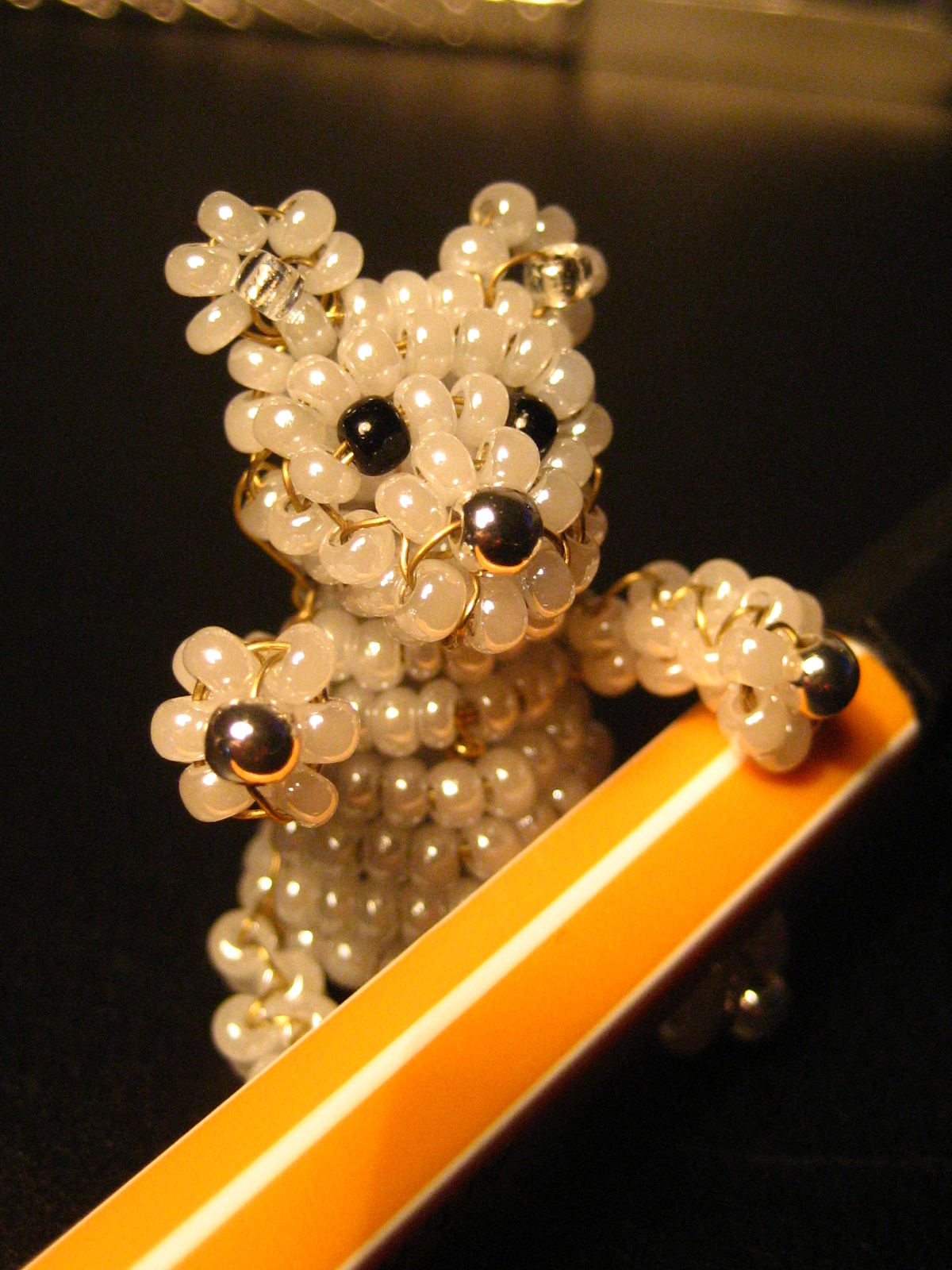
Un os polar de perles.

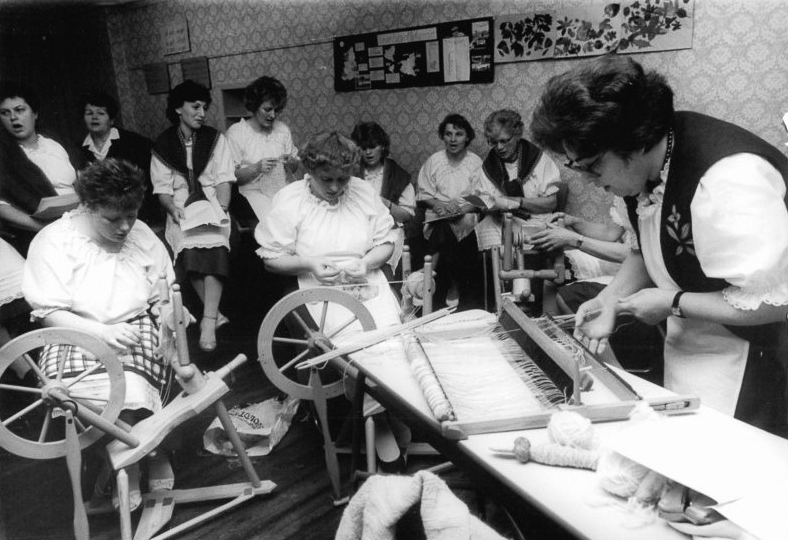
Grup de costura amb les tradicionals filoses, 1988

Els tipus de treballs poden ser molt diversos, tenint en compte el tipus de material amb què es treballi o bé la tècnica que es farà servir, ja siguin miniatures o treballs a gran escala. De vegades la classificació dels treballs ajuda a suggerir idees per començar-ne de nous:
- Treballs amb materials diversos: boletes de collar, cordes, suro, plastilina, guix, escaiola, marmolina, alabastrina, estany, resina ...
- Treballs amb fibres i teixits: brodats, boixets, punt de creu, patchwork, macramé.
- Pirogravat, craquelat, decoupage, realitzacions amb massa de sal, molla de pa, paper maixé, mosaics, repujat de cuir, ex-libris, origami, papiroflèxia, cases de nines, papers de colors, joies swarovski, gravat o pintat del vidre, ceràmica artificial, llums amb la tècnica Tiffanny amb emplomats, etc.
- Repujat d'alumini, d'estany, de plata ...
- Fer veles, les quals poden ser aromàtiques, amb cera líquida o decoracions en el seu interior i/o exterior.
- Tècniques d'Artesania com: guarniments, terrisseria, bijuteria, caldereria, pedra picada, serralleria, damasquinat, enquadernació, forja, Fosa (indústria), guarnicioneria, ferreria, marroquineria, orfebreria, passamaneria, argenteria, policromia, serigrafia, tapisseria, taxidèrmia…
- La fusteria comprèn diverses especialitats com són: torneria, ebenisteria, boteria, i construcció de barques.

## Treball manual a l'escola
El treball manual realitzat pels infants a l'escola està encaminat a millorar-ne l'educació i desenvolupar-ne la motricitat, la coordinació, a més de la creativitat, etc.
Els treballs manuals són activitats estètiques i físiques que realitzen els infants amb l'ajuda de determinats estris. Aquests treballs consisteixen a plegar, trenar, teixir, retallar, enganxar, il·luminar, picar i brodar tires i quadrats de paper o d'altres materials (cartró, cintes, teles, badana, palla, etc.) amb els quals realitzen combinacions capritxoses i variades de formes i colors. Confeccionen sobres, fan diverses figures comunes i d'ornament, construeixen i adornen capses per a diversos usos i també cistelles, cossos sòlids i altres objectes, basteixen edificis de joguina, i confeccionen flors i fins i tot mobles en miniatura.
A això cal afegir el dibuix i el modelat mitjançant el qual els escolars fan cossos geomètrics, petits monuments arquitectònics, figures, fruites, etc. Requereix aquest mètode exercicis pràctics que consisteixen en gran part en fer amb les mans els treballs manuals. En tots els ensenyaments que ho permetin s'ha de fer treballar els alumnes manualment. Per exemple, construint aparells, cossos sòlids, dissenyant mapes, manipulant herbes, etc.
El treball manual proveeix un desenvolupament integral als estudiants. Els obre les portes a utilitzar i desenvolupar la pròpia imaginació. El desenvolupament físic, també anomenat desenvolupament motor, es millora gràcies a la coordinació entre ment, mà i vista que ofereix el treball manual. El desenvolupament social és millorat, ja que el treball manual millora l'aptitud dels nens amb els treballs en grup. El treball manual deixa que els infants expressin els seus sentiments i això ajuda el seu desenvolupament emocional.
Fer paper a mà, a partir de reciclatge, és un treball manual molt convenient per a les escoles, ja que és fàcil de fer i no requereix cap material nociu. Com que és tan segura és una de les opcions que prefereixen els mestres en especial per a estudiants de nivell elemental. Els estudiants de nivell superior també poden treure profit a aquest treball manual si s'utilitza en classes com química on pot fer d'exemple visible de les unions químiques.

## Treball manual al món empresarial
Les persones que fan treballs artesans per afició desenvolupen la seva creativitat, cosa que els ajuda a l'hora de convertir-se en empresaris. Un estudi va concloure que la creativitat empresarial està relacionada amb l'avantatge competitiu i això significa que els empresaris creatius tenen més possibilitats de tenir èxit, ja que pel fet de tenir habilitats creatives se'ls ocorren idees innovadores i úniques.
Muntar empreses per comercialitzar les obres dels artesans és important, ja que permet que els artesans desenvolupin els seus petits negocis i ajudin al desenvolupament econòmic de la seva comunitat. Quan estem parlant d'"empresarisme creatiu" ens referim a la manera de pensar dels artesans per resoldre els seus problemes i estratègies competitives per mercadejar els seus productes. Aquest concepte de creativitat permet als artesans col·laborar entre ells mateixos i desenvolupar xarxes de treball, compartir idees i millorar les seves indústries. A més, poden rebre col·laboració d'artistes, educadors, el govern i empresaris dins la seva comunitat. Una persona amb creativitat empresarial és capaç de maximitzar les seves opcions i els seus guanys, és un bon planificador, optimitza l'ús del temps, és innovador, es preocupa per la qualitat i presa idees d'altres negocis reeixits.